# Хлорид меди(I)
Хлори́д ме́ди(I) (химическая формула — CuCl) — неорганическая бинарная медная соль хлороводородной кислоты.
При стандартных условиях, хлорид меди(I) — это белый или зеленоватый порошок, практически нерастворимый в воде (0,0062 г/100 мл при 20 °C). Зеленоватую окраску придают примеси хлорида меди(II). Ядовит.

## История открытия
Впервые хлорид меди(I) был получен Робертом Бойлем в 1666 году, из хлорида ртути(II) и металлической меди:
{\displaystyle {\mathsf {HgCl_{2}+2Cu\longrightarrow \ 2CuCl+Hg}}}
В 1799 году, Джозеф Луи Пруст успешно отделил дихлорид меди от монохлорида и описал эти соединения. Это было достигнуто путём нагревания CuCl2 в бескислородной среде, в результате чего хлорид меди(II) потерял половину связанного хлора. После этого он удалил остатки дихлорида меди от хлорида меди(I) и промыл водой.
{\displaystyle {\mathsf {2CuCl_{2}{\xrightarrow {t^{\circ }}}\ 2CuCl+Cl_{2}\uparrow }}}

## Физические свойства
Монохлорид меди образует кристаллы белого цвета, кубической сингонии, пространственная группа F 43m, параметры ячейки a = 0,5418 нм, Z = 4, структура типа ZnS.
При нагревании кристаллы синеют. При температуре 408 °C CuCl переходит в модификацию гексагональной сингонии, пространственная группа P 63mc, параметры ячейки a = 0,391 нм, c = 0,642 нм, Z = 4.
Монохлорид меди плавится и кипит без разложения. В пара́х молекулы полностью ассоциированы (димеры с незначительной примесью тримеров), поэтому формулу вещества иногда записывают как Cu2Cl2.
Плохо растворим в воде (0,062% при 20 °C), но хорошо в растворах хлоридов щелочных металлов и соляной кислоте. Так в насыщенном растворе NaCl растворимость CuCl составляет 8% при 40 °C и 15% при 90 °C. Водный раствор аммиака растворяет CuCl с образованием бесцветного комплексного соединения [Cu(NH3)2]Cl.

## Химические свойства
- При кипячении суспензии монохлорида меди происходит реакция диспропорционирования:

{\displaystyle {\mathsf {2CuCl\ {\xrightarrow {100^{o}C}}\ CuCl_{2}+Cu}}}
- Монохлорид меди обратимо растворяется в соляной кислоте с образованием комплексного соединения:

{\displaystyle {\mathsf {CuCl+HCl\ \rightleftarrows \ H[CuCl_{2}]}}}
- Монохлорид меди устойчив в сухом воздухе, но во влажном начинает окисляться до основного хлорида (придающего кристаллам зелёный цвет):

{\displaystyle {\mathsf {4CuCl+O_{2}+2H_{2}O\ {\xrightarrow {\ \ \ }}\ 4CuCl(OH)}}}
- В кислой среде окисление приводит к образованию нормальных солей:

{\displaystyle {\mathsf {4CuCl+4HCl+O_{2}\ {\xrightarrow {95^{o}C}}\ 4CuCl_{2}+2H_{2}O}}}
- Окисление хлорида меди(I) проводится и в горячей концентрированной азотной кислоте:

{\displaystyle {\mathsf {CuCl+3HNO_{3}\ {\xrightarrow {\ \tau \ }}\ Cu(NO_{3})_{2}+HCl+NO_{2}\uparrow +H_{2}O}}}
- Аммиачные растворы монохлорида меди поглощают ацетилен с образованием красного осадка ацетиленида меди(I):

{\displaystyle {\mathsf {2CuCl+C_{2}H_{2}+2NH_{3}\ {\xrightarrow {\ \ }}\ Cu_{2}C_{2}\downarrow +2NH_{4}Cl}}}
- Кислые растворы монохлорида меди обратимо поглощают окись углерода:

{\displaystyle {\mathsf {CuCl+CO\ \rightleftarrows \ CuCl\cdot CO}}}
- Восстанавливает первичные и вторичные спирты при нагревании (реакция спиртового восстановления):

{\displaystyle {\ce {2R-CH2-OH + 2CuCl ->[{t}] Cl2 +2CuO + 2R-CH3}}}

## Получение
В природе монохлорид меди встречается в виде редкого минерала «нантокит» (названного в честь села Нантоко, Чили), который благодаря подмеси атакамита часто окрашен в зелёный цвет.
В промышленности монохлорид меди получают следующими способами:
1) Хлорирование избытка меди, взвешенной в расплавленном CuCl:
{\displaystyle {\mathsf {2Cu+Cl_{2}{\xrightarrow {450^{o}C}}\ 2CuCl}}}
2) Восстановление CuCl2 медью в подкисленном растворе:
{\displaystyle {\mathsf {Cu+CuCl_{2}{\xrightarrow {80^{o}C,HCl}}\ 2CuCl\downarrow }}}
Данный способ получения широко распространён в лабораторной практике.
3) Очень чистый хлорид меди(I) получают при взаимодействии меди с газообразным хлористым водородом:
{\displaystyle {\mathsf {2Cu+2HCl{\xrightarrow {500-600^{o}C}}\ 2CuCl+H_{2}}}}
4) Хлорид меди(I) получают при взаимодействии меди и различных окислителей (например, O2, HNO3 или KClO3):
{\displaystyle {\mathsf {4Cu+4HCl+O_{2}{\xrightarrow {70-80^{o}C}}\ 4CuCl+2H_{2}O}}}
5) Восстановление сульфат меди(II) диоксидом серы:
{\displaystyle {\mathsf {2CuSO_{4}+2NaCl+SO_{2}+2H_{2}O\ {\xrightarrow {\ \ \ }}\ 2CuCl\downarrow +2H_{2}SO_{4}+Na_{2}SO_{4}}}}
6) Восстановление сульфитом при избытке хлоридов:
{\displaystyle {\mathsf {2Cu^{2+}+2Cl^{-}+3SO_{3}^{2-}+H_{2}O\ \xrightarrow {\ \ \ } \ 2CuCl\downarrow +SO_{4}^{2-}+2HSO_{3}^{-}}}}
7) Конпропорционирование:
{\displaystyle {\mathsf {CuSO_{4}+Cu+2NaCl\ {\xrightarrow {70^{o}C,HCl}}\ 2CuCl\downarrow +Na_{2}SO_{4}}}}
8) Термическое разложение дихлорида меди:
{\displaystyle {\mathsf {2CuCl_{2}{\xrightarrow {\sim 1000^{o}C}}\ 2CuCl+Cl_{2}}}}

## Применение
- Промежуточный продукт при производстве меди;
- Поглотитель газов при очистке ацетилена, а также угарного газа в газовом анализе;
- Катализатор в органическом синтезе, например при окислительном хлорировании метана или этилена, в производстве акрилонитрила;
- Антиоксидант для растворов целлюлозы.

## Физиологическое действие
Ядовит. Может привести к тяжёлым отравлениям в очень больших количествах. В связи с этим, хлорид меди(I) относится ко 2-му классу токсичности (высокоопасен). Является ирритантом.
ЛД50 для крыс составляет 140 мг/кг (при пероральном введении).